# جاسون وايت
جاسون وايت (19 أكتوبر 1971 في المملكة المتحدة - ) هو لاعب كرة قدم بريطاني في مركز الهجوم. لعب مع ديربي كاونتي وسكونثورب يونايتد ونادي روذرهام يونايتد وهاوجانج يونايتد ونادي سكاربورو وغرانتهام تاون ‏ ونادي مانسفيلد تاون وHong Kong Football Club ‏ ونادي تشيلتنهام تاون لكرة القدم ونادي نورثامبتون تاون ودارلينجتون إف سى.